# Joan Ernest de Nassau-Weilburg
Joan Ernest de Nassau-Weilburg (en alemany Johann Ernst von Nassau-Weilburg) va néixer a Weilburg, Hessen, Alemanya, el 13 de juny de 1664 i va morir a Heidelberg el 27 de febrer de 1719. Era el fill gran del comte Frederic de Nassau-Weilburg (1640-1675) i de Cristina de Sayn-Wittgenstein-Homburg (1646-1678).
Després de la mort del seu pare, quan ell tenia 11 anys, va ocupar la regència Joan de Nassau-Idstein primer, i després de la seva mort, Joan Lluís de Nassau-Ottweiler. El juliol de 1679 Joan Ernest va començar els seus estudis a la Universitat de Tübingen. Entre el 1681 i el 1682, va residir a la cort del rei Lluís XIV de França al Palau de Versalles.
Joan Ernest es va convertir en l'únic governant de la Casa de Nassau-Weilburg quan el seu germà Frederic Lluís va morir el 1684 durant el setge de Budapest. Els seus dominis, al marge esquere del Rin, van ser ocupats per França i no els va recuperar fins després del Tractat de Rijswijk el 1697.
El 1684 va comandar un regiment al servei del landgravi de Hessen-Kassel, Carles I, i el 1688, a l'inici de la Guerra dels Nou Anys, va defensar la ciutat de Koblenz. Més tard va participar en el setge de Magúncia (1689), en la batalla de Fleurus (1690) i en la batalla de Landen (1693). Després de la Pau de Ryswick, es va convertir en governador de la ciutat de Düsseldorf.
El 1701, en esclatar la Guerra de Successió Espanyola, Joan Ernest va preparar un exèrcit, per a participar en la presa de Landau el 1702. Pels seus mèrits militars en aquesta guerra se li va concedir el títol de Mariscal de l'Imperi.
Però un any després, el 15 de novembre de 1703 va patir una severa derrota en la batalla Speyerbach, on va perdre uns 8.000 homes, entre els quals el seu fill gran, el coronel Frederic Lluís de Nassau-Weilburg.

## Matrimoni i fills
El 3 d'abril de 1683 es va casar amb Maria Polyxena de Leiningen-Dagsburg-Hartenburg (1662-1725), filla de Frederic Enric de Leiningen-Dagsburg-Hartenburg (1621-1698) i de Sibil·la de Waldeck-Wildungen (1619-1678). El matrimoni va tenir nou fills: 
- Frederic Lluís (1683-1703).
- Carles August (1685-1753), casat amb Frederica Augusta de Nassau-Idstein (1699-1750).
- Maria Polyxena (1686-1687).
- Joana Lluïsa (1687-1688).
- Carles Ernest (1689-1709).
- Enric Lluís (1690-1691).
- Magdalena (1691-1725), casada amb Frederic Guillem de Solms-Braunfels (1696-1761).
- Albertina (1693-1748).
- una filla morta en néixer (1694)